# بريان كونلون
بريان كونلون (بالإنجليزية: Bryan Conlon)‏ هو لاعب كرة قدم بريطاني، ولد في 14 يناير 1943 في Shildon ‏ في المملكة المتحدة، وتوفي في 11 أكتوبر 2000. لعب مع بلاكبيرن روفرز ودارلينجتون إف سى وكامبريدج يونايتد ونادي كرو ألكساندرا ونادي ميلوول ونادي هارتلبول يونايتد ونورويتش سيتي ونيوكاسل يونايتد.